# Liste des formations géologiques d'Europe
Ce qui suit est la liste des formations géologiques nommées sur Europe, une lune de la planète Jupiter. Les cratères et les lineae sont répertoriés sur des pages séparées : liste des cratères sur Europe et liste des lineae sur Europe. Tout ce qui suit provient de la nomenclature de l'Union astronomique internationale,. 

## Chaos

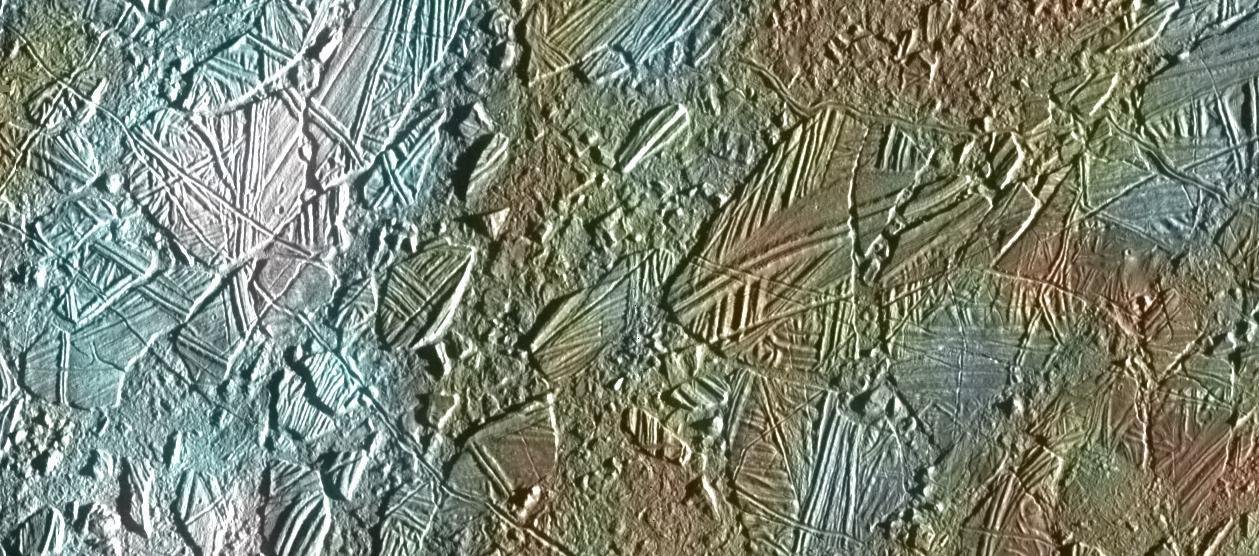
Vue partielle améliorée des couleurs du Conamara Chaos.

Sur Europe, les régions de terrain chaotique portent le nom de lieux de la mythologie celtique.
| le chaos          | Nommé après             |
| ----------------- | ----------------------- |
| Arran Chaos       | Ile d'Arran, Ecosse     |
| Chaos de Conamara | Connemara, Irlande      |
| Murias Chaos      | Epée de Nuada           |
| Narbeth Chaos     | Narbeth, Pays de Galles |
| Rathmore Chaos    | Rathmore, Irlande       |

## Flexūs
Un flexus est une crête basse et incurvée avec un motif festonné. Les flexus européens porte le nom des lieux visités par Europe lors de son voyage avec Zeus sous forme de taureau.
| Flexus         | Nommé après |
| -------------- | ----------- |
| Cilicie Flexus | Cilicie     |
| Delphi Flexus  | Delphes     |
| Gortyna Flexus | Gortyne     |
| Phocis Flexus  | Phocide     |
| Sidon Flexus   | Sidon       |

## Bassins multi-anneaux

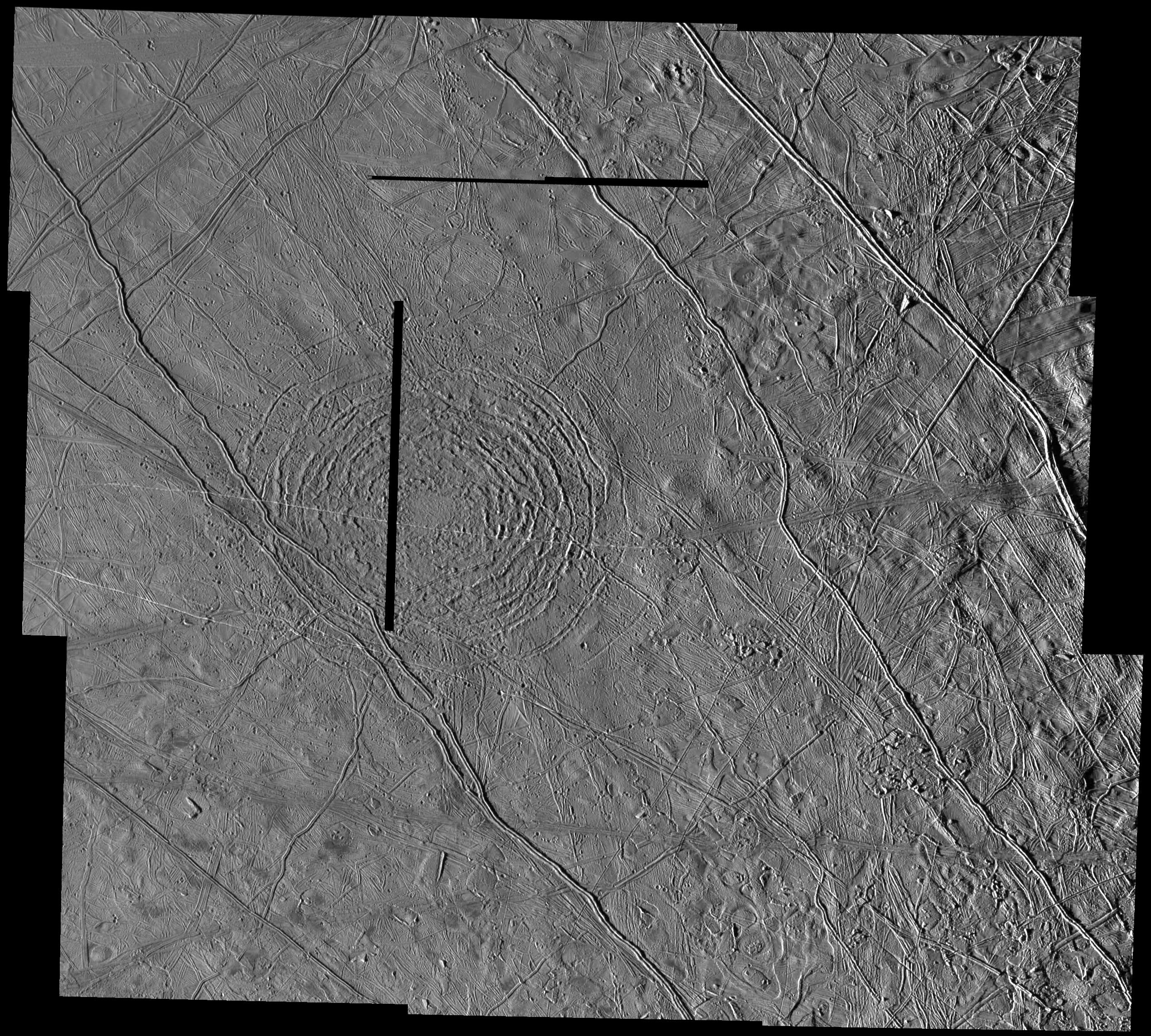
Structure d'impact à plusieurs anneaux Tyre.

Ces cratères multi-annulaires portent le nom de d'alignements de pierre celtes.
| Fonction de sonnerie                                                            | Nommé après       |
| ------------------------------------------------------------------------------- | ----------------- |
| Callanish                                                                       | Callanish, Écosse |
| Tyre (anciennement répertorié comme macula, donc avec la nomenclature associée) | Tyr, Liban        |

## Maculae
Les maculae d'Europe (taches sombres) sont nommées d'après des lieux de la mythologie grecque, en particulier dans la légende de Cadmos et sa recherche de sa sœur, Europe.
| Macule          | Nommé après |
| --------------- | ----------- |
| Boeotia Macula  | Béotie      |
| Castalia Macula | Castalia    |
| Cyclades Macula | Cyclades    |
| Thera Macula    | Thera       |
| Thrace Macula   | Thrace      |

## Région
Les régions sont nommées d'après des lieux de la mythologie celtique.
| Annwn Regio    | Annwn, autre monde gallois                       |
| Argadnel Regio | Argadnel, paradis celtique                       |
| Balgatan Regio | Balgatan Pass de la mythologie celtique          |
| Dyfed Regio    | Royaume de Dyfed                                 |
| Falga Regio    | Inis Fer Falga, île légendaire irlandaise        |
| Moytura Regio  | Cath Maighe Tuireadh, site de bataille irlandais |
| Powys Regio    | Royaume de Powys                                 |
| Tara Regio     | Colline de Tara, Irlande                         |